# Memoriał Walerego Łobanowskiego 2006
Międzynarodowy Memoriał Walerego Łobanowskiego 2006 – IV edycja międzynarodowego Memoriału Walerego Łobanowskiego, rozgrywanego w Kijowie od 12 do 14 maja 2006 roku. Turniej zmienił format i w tej edycji uczestniczyły drużyny młodzieżowe U-21, a nie drużyny narodowe, jak w poprzednim roku.

## Uczestnicy i regulamin
W turnieju wzięło udział cztery zespoły:
- Ukraina U-21 (gospodarz)
- Białoruś U-21
- Izrael U-21
- Mołdawia U-21

W turnieju rozegrano w sumie cztery mecze. Impreza rozpoczęła się od losowania, które wyłoniło pary półfinałowe. Spotkania odbyły się 12 maja. Triumfatorzy tych spotkań zmierzyli się ze sobą 14 maja w finale, a pokonani zagrali mecz o 3. miejsce w turnieju.

## Mecze

### Półfinały
| 12 maja 2006 15:00 | Mołdawia U-21 · Igor Soltanici 82' | 1:2(0:2)Raport | Izrael U-21 · ?', ?' Barak Itzhaki | Stadion NTK Bannikowa, Kijów |
|                    |                                    |                |                                    |                              |

| 12 maja 2006 18:00                                                        | Ukraina U-21 · Maksym Feszczuk 8', 10' · Ołeksandr Alijew 36' | 3:3 k. 3:5(0:1)Raport                                                                                | Białoruś U-21 · 19', 23', 90+3' Kirył Pauluczak | Stadion Dynamo Łobanowskiego, Kijów Widzów: 3 000 |
|                                                                           |                                                               | |                                                 |                                                   |
|                                                                           |                                                               | Rzuty karne                                                                                          |                                                 |                                                   |
| Adrian Pukanycz · Mykoła Iszczenko · Iwan Krywoszejenko · Maksym Feszczuk |                                                               | Arciom Radźkou · Alaksandr Dziehciarou · Iwan Dzianisiewicz · Dzmitryj Mazaleuski · Alaksandr Paułau |                                                 |                                                   |

### Mecz o 3 miejsce
| 14 maja 2006 12:00 | Ukraina U-21 · Ołeksandr Jacenko 25' · Alexandru Epureanu 31' (sam.) · Ołeksij Hodin 35' | 3:1(3:0)Raport | Mołdawia U-21 · 64' (k) Igor Țîgîrlaș | Stadion NTK Bannikowa, Kijów Widzów: 400 Sędzia: Rajmond Lajuks |
|                    |                                                                                          |                |                                       |                                                                 |

### Finał
| 14 maja 2006 15:00 | Izrael U-21 · Maor Melikson 67', 70' | 2:0(0:0)Raport | Białoruś U-21 | Stadion Dynamo Łobanowskiego, Kijów Sędzia: Ołeh Oriechow (45' Serhij Berezka) |
|                    |                                      |                |               |                                                                                |

## Królowie strzelców
3 gole
- Kirył Pauluczak

2 gole
- Barak Itzhaki
- Maor Melikson
- Igor Țîgîrlaș
- Maksym Feszczuk

1 gol
- Igor Soltanici
- Ołeksandr Alijew
- Kostiantyn Krawczenko
- Ołeksandr Jacenko

1 gol sam.
- Alexandru Epureanu

| Zwycięzca Memoriału Walerego Łobanowskiego 2006 |
| ----------------------------------------------- |
| Izrael U-21 1. tytuł                            |